# Ниевър
 Тази статия е за реката във Франция.  За департамента вижте Ниевър (департамент).  
Ниевър (на френски: Nièvre) е река в централна Франция с дължина 53 km. Извира край градчето Шанлеми, тече на югозапад и се влива в река Лоара при град Невер. Цялото течение на реката е разположено в носещия нейното име департамент Ниевър в регион Бургундия.